# Mahbouba Seraj
Mahbouba Seraj, també escrit com a Mahbooba Seraj (Kabul, 1948), és una periodista afganesa i activista pels drets de les dones. Mahbouba va néixer en el llinatge reial, va anar a l'institut de noies Malalai i va estudiar a la Universitat de Kabul. El 1978, Seraj i el seu marit van ser empresonats pel Partit Comunista de l'Afganistan i aquell mateix any van ser declarats persones non grates. Va marxar als Estats Units el 1977 (almenys inicialment a la ciutat de Nova York) i hi va viure a l'exili durant uns 26 anys, abans de tornar a l'Afganistan el 2003.
Des de llavors ha cofundat diverses organitzacions per denunciar la corrupció i defensar els drets de les dones i dels infants. Sobretot com a fundadora de la Xarxa de Dones Afganeses sense ànim de lucre, ha dedicat la seva causa a defensar la salut dels nens, lluitar contra la corrupció i empoderar les víctimes de la violència domèstica. És la creadora i locutora d'un programa de ràdio per a dones que s'ha emès a tot l'Afganistan. També ha advocat perquè les dones formin part del discurs polític, a través d'un Pla d'Acció Nacional, impulsat per les Nacions Unides.
Quan els talibans van tornar al poder l'agost de 2021, no es va dirigir a l'aeroport per fugir sinó que va anar a treballar. Seraj va decidir romandre a Kabul per continuar treballant amb dones i nens. El setembre de 2021 es va incloure a la llista Time 100, una classificació anual de les 100 persones més influents en el món.